# Thrall (Texas)
Thrall è una città degli Stati Uniti d'America, situata nello Stato del Texas, nella Contea di Williamson.